# 平卡河畔罗滕图尔姆
平卡河畔罗滕图尔姆是奥地利布尔根兰州上瓦特县的一个市镇。总面积17.03平方公里，总人口1436人，人口密度84人/平方公里（2016年）。